# Colate basaltiche Natkusiak
Le colate basaltiche Natkusiak sono una sequenza di colate basaltiche continentali risalenti al Neoproterozoico, che si trovano nell'Isola Victoria, in Canada e fanno parte della Grande provincia ignea Franklin.
Le colate di magma basaltico furono eruttate circa 720 milioni di anni fa, dopo un sollevamento tettonico che era iniziato da tre a cinque milioni di anni prima del vulcanismo basaltico. Sia il sollevamento tettonico che il vulcanismo furono causati un mantle plume, un pennacchio del mantello. La sequenza delle colate basaltiche è collegata all'evento magmatico Franklin.